# Iridomyrmex sanguineus
Iridomyrmex sanguineus es una especie de hormiga del género Iridomyrmex, subfamilia Dolichoderinae. Fue descrita científicamente por Forel en 1910.
Se distribuye por Australia. Se ha encontrado a elevaciones de hasta 762 metros. Vive en microhábitats como pastizales y montículos.